# ミッドナイトプレスクラブ
竹村健一のミッドナイトプレスクラブは、1974年10月8日から1980年10月4日までにTBSラジオで放送された報道・教養トーク番組。正式な題名は「ミッドナイトプレスクラブ」であるが、オリベッティタイプライター協賛であったため、冒頭のタイトルでは「ミッドナイト・オリベッティ・プレスクラブ」とアナウンスされていた。

## 概要
竹村健一がパーソナリティーを務め、日付が変わってすぐの月曜から金曜の深夜（火曜から土曜の未明）24時から放送された10分番組（最初の1年半=1976年3月までは「ラジオでこんばんわ」に、1976年4月から1977年9月までは、「5スイート・キャッツ」にそれぞれ内包）。
番組は毎回、冒頭に英語で「日本の常識は世界の非常識である。それを皆さんに紹介するために番組をお届けする」と述べて、世界の著名なジャーナリストや要人にインタビューしていた。その中にはピーター・ドラッカー、金大中、リチャード・バック、ウォルター・クロンカイトらもいた。彼らにインタビューするために国際電話をつないだり、あるいは竹村が自ら海外に取材に赴いてインタビューしたこともある。
テーマ曲はオシビサ「Why」。
番組終了の半年後の1981年4月からは文化放送で「竹村健一のプレス&ピープル」（0:00 - 0:10）という本番組と類似した内容が放送された。